# Dangelo Néard
Dangelo Néard, né le 25 mars 1992, est un journaliste culturel haïtien et directeur général de la Bibliothèque nationale d'Haïti.

## Biographie
Ancien étudiant en communication sociale à la Faculté des sciences humaines de l'Université d'État d'Haïti, Dangelo Néard compte plusieurs années d'expériences dans le monde culturel haïtien.

### Parcours professionnel
Dangelo Néard a été le présentateur de l'émission culturelle hebdomadaire intitulée Koze Kilti diffusée sur la Radio France internationale. Il explique, « placé sous le signe de l’énergie positive, Koze Kilti présente l’actualité culturelle de la semaine (littérature, cinéma, arts plastiques et musique) en Haïti et dans le monde, ainsi que les talents et personnalités qui font rayonner et bouger le pays ». Il est aussi chroniqueur littéraire, présentateur de l'émission hebdomadaire télévisée Des livres et vous diffusée sur la Télévision Caraïbe, depuis 2016. Suivant ses propos, « l’émission, dans son concept, se veut être un espace de parole, de transactions et de performances intellectuelles et artistiques qui alimente, au sein de la collectivité la passion du texte, l’envie de lire et le goût du partage intellectuel ».  
Parallèlement, depuis 2018, il offre ses services comme consultant au Conseil National de Télécommunication (CONATEL).
Avant, il était responsable de la rubrique Culture au journal Le National. Par la suite, notamment au lendemain du séisme du 12 janvier 2010, il est pigiste au journal Le Nouvelliste.
Par arrêté présidentiel du 24 avril 2020 publié dans le journal officiel du pays, Le Moniteur, Dangelo Néard est nommé directeur général de la Bibliothèque nationale d'Haïti.
Il etait professeur de Français a l'institut Georges marc

## Cinéma
Il est acteur dans le film canadien Guibord s'en va-t-en guerre. Dans ce film, il est « le grand animateur du cyber café, il fait le relais entre la population capoise qui suit le déroulement de l’affaire Guibord de très près et Souverain qui est au cœur de l’action ».

## Journalisme
Dans Le Nouvelliste
- Dany Laferrière : « Vers d’autres rives[8] »

Dans la revue TK-21
- Les Rendez-vous avec M. le Président[9]